# Студио Модерна
„Студио Модерна“ (на словенски: Studio Moderna) е търговска компания в Словения, Засавски регион, гр. Загоре на Сава (Zagorje ob Savi).
Компанията е сред най-големите организации за телевизионна търговия в Централна и Източна Европа.
Основана е през 1992 г. от Санди Чешко, Бранимир Бръкляч и Ливия Доланч. Със стартирането си компанията представя на пазара продукта „Космодиск“.
Днес „Студио Модерна Груп“ присъства в 21 страни от Централна и Източна Европа. Със своите средно 100 часа ефирно време по всички големи телевизионни станции в тези страни „Топ Шоп“ на Студио Модерна достига до над 320 млн. души.
Сред марките и компаниите на „Студио Модерна“ са „Топ Шоп“, Dormeo, Linea Directa, Космодиск Архив на оригинала от 2010-04-12 в Wayback Machine., Делимано и WalkMaxx
През 2011 г. Studio Moderna стартира технологията Octaspring.